# Samantha Fox (actriță porno)
Samantha Fox (Stasia Therese Angela Micula, n. 3 decembrie 1950, New York City, New York, SUA – d. 22 aprilie 2020, New York City, New York, SUA) a fost o actriță pornografică americană. Ea a apărut în rolurile jucate de ea sub pseudonimele de Stacia Micula, Stasia Micula, Moran Moore iar din anul 2002 apare sub numele de Samantha Fox.

## Date biografice
Din copilărie ea a iubit mult dansul, iar după absolvirea școlii superioare (High-School) a început să practice dansul profesionist, ajungând ulterior să fie moderatoare pe teme de dans la televiziune. Din anul 1977 ea poate fi văzută în diferite filme pornografice regizate de Chuck Vincent care a reușit să o facă renumită în domeniul artei pornografice. În anul 1980 asociația (Adult Film Association of America) îi acordă distincția de cea mai bună actriță pornografică. Succesul ei ajunge intro-o fază de declin când scade popularitatea sânilor mari umpluți cu silicon. În anul 1988 se retrage din branșa pornografică, a încercat în 1990 să inițieze un program Talkshow, iar în ultimul timp a avut probleme cu alcoolismul.

## Filmografie (selectată)
- 1979: Her Name Was Lisa
- 1979: Jack ’n’ Jill
- 1979: Satin Suite
- 1980: This Lady Is a Tramp
- 1980: That Lucky Stiff
- 1980: Fascination
- 1981: Roommates
- 1982: Luscious